# 원더보이 (시리즈)
《원더보이》(Wonder Boy, ワンダーボーイ)는 웨스톤 비트 엔터테인먼트가 개발하고 세가가 배급한 플랫폼 게임 시리즈이다. 일부 작품들은 《몬스터 월드》(Monster World, モンスターワールド)라는 제목을 달고 출시됐다.
1986년에 아케이드로 발매된 《원더보이》를 시작으로 세가 마스터 시스템 및 메가 드라이브같은 세가의 가정용 콘솔로까지 게임이 개발돼서 1994년의 《몬스터 월드 IV》까지 총 여섯 게임이 출시됐다. 그외에 허드슨의 《다카하시 명인의 모험섬》처럼 주인공과 배경을 바꾼 게임들이 각종 개발사를 통해 제작됐고, 타사에 의한 리메이크 작품도 두 차례 출시됐다. 2018년에는 FDG 엔터테인먼트가 제작한 정식 후속작 《몬스터 보이와 저주받은 왕국》으로 시리즈가 부활했다.

## 개요
《원더보이》 시리즈는 플랫폼 게임 장르에서 출발해, 다양한 방향으로 게임플레이를 발전시킨 다채로운 역사를 가졌다. 개발사 웨스톤 비트 엔터테인먼트의 경영사 니시자와 류이치가 여섯 작품을 모두 기획했다.
첫번째 작품인 《원더보이》는 횡방향 플랫폼 게임으로, 서서히 줄어는 체력 타이머를 과일을 수집해 채우고 적들과 맞서서 레벨 끝에 도달해야하는 단순한 진행방식을 지녔다. 두번째 작품인 《원더보이 인 몬스터 랜드》에서부턴 판타지 롤플레잉 게임 요소를 도입해, 적을 무찌르고 얻은 돈으로 장비와 아이템을 구입하고 스스로를 무장시켜 레벨을 클리어해야하는 구조를 갖췄다. 네번째 작품인 《원더보이 III: 드래곤의 함정》에서부턴 비선형 맵 구조가 있는 매트로배니아 방식으로 진화했다. 그 외에 세번째 작품이었던 《원더보이 III: 몬스터 레어》는 화면이 자동으로 움직이는 진행형 슈팅 게임 방식을 사용했다.

## 게임 목록
| 제목                            | 발매연도 | 원 플랫폼          | 이식                                                                                               | 이명 |
| ------------------------------- | -------- | ------------------ | -------------------------------------------------------------------------------------------------- | --- |
| 《원더 보이》                   | 1986     | 아케이드           | 코모도어 64, SG-1000, 세가 마스터 시스템, 세가 게임 기어, Wii (버추얼 콘솔)                        | - 《슈퍼 원더보이》 (일본, 세가 마크 III) - 《드란콘의 복수》 (북미, 게임 기어)                                                                                                   |
| 《원더보이 인 몬스터 랜드》     | 1987     | 아케이드           | 세가 마스터 시스템, 아미가, 아타리 ST, 코모도어 64, 암스트래드 CPC, ZX 스펙트럼, Wii (버추얼 콘솔) | - 《슈퍼 원더보이: 몬스터 월드》 (일본, 세가 마크 III) - 《슈퍼 원더보이 인 몬스터 랜드》 (액티비전 이식판)                                                                       |
| 《원더보이 III: 몬스터 레어》   | 1988     | 아케이드           | 메가 드라이브, Wii (버추얼 콘솔)                                                                   | |
| 《원더보이 III: 드래곤의 함정》 | 1989     | 세가 마스터 시스템 | 게임 기어, Wii (버추얼 콘솔)                                                                       | - 《원더보이: 드래곤의 함정》 (유럽, 게임 기어) - 《몬스터 월드 II: 드래곤의 함정》 (일본, 게임 기어) - 《어드벤처 아일랜드》 (일본, PC 엔진) - 《드래곤의 저주》 (북미, PC 엔진) |
| 《원더보이 인 몬스터 월드》     | 1991     | 메가 드라이브      | 세가 마스터 시스템, Wii (버추얼 콘솔), 마이크로소프트 윈도우, 플레이스테이션 3                     | - 《원더보이 V: 몬스터 월드 III》 (일본) |
| 《몬스터 월드 IV》              | 1994     | 메가 드라이브      | Wii (버추얼 콘솔), 플레이스테이션 3, 엑스박스 360                                                  | |